# John Wade Thirlwall
John Wade Thirlwall (Shilbottle, Northumberland, Regne Unit, 1809 - 1875) fou un director d'orquestra anglès.
Durant molts anys fou director d'orquestra dels teatres Drury Lane, Haymarket, Olympic i Adelphi, de Londres, i el 1864 succeí Jean Baptiste Nadaud en la direcció de la música de ballet en el teatre de l'Òpera Italiana.
També es distingí com a crític musical i com a compositor, cultivant especialment la cançó i la música de cambra.